# Angelo Lana
Angelo Lana (Ferrara, 1834 – ...) è stato uno scultore italiano.

## Biografia
Angelo Giuseppe Lana si formò a Ferrara alla Scuola d'Ornato dal 1847 al 1854, ottenendo diversi premi, eseguì per la Certosa cittadina diverse opere. Si trasferì a Macerata nel 1876 e successivamente a San Severino Marche (1882) ed infine a Roma (1888), dove se ne persero le tracce. Tra il 1857 ed il 1858, aderì alla Conversazione Artistica di Ferrara e dal 1870 fu socio della Tisi.

## Esposizioni e concorsi
Espose frequentemente a Ferrara e alle mostre della Tisi nel 1882, 1885 (Contadina marchigiana e un ritratto), 1886 ed 1887.
- 1854: Triennale, Palazzo dei Diamanti, (bassorilievo)[1]
- 1906: concorso per il Monumento ferrarese dedicato a Garibaldi.[2][1]

## Opere
- Busto di Giulio Tosi-Borghi, 1869, arco 155[1]
- Medaglione a Garibaldi, 1883, Palazzo Comunale di Montegranaro[1]
- Coniugi Modoni, 1886, bassorilievo, arco 12[1]
- Monumento ai tre esploratori d'Africa, Bianca, Diana, Monari, inaugurato nel 1886 tra l'allora Via Coperta (tra il Castello ed il Municipio).[1]